# Palpita warrenalis
Palpita warrenalis es una especie de polillas perteneciente a la familia Crambidae descrita por Charles Swinhoe en 1894. 
Se encuentra en el sudeste asiático, incluyendo China (Zhejiang, Fujian, Hubei, Hunan, Guangdong, Guangxi, Guizhou), India, Nepal, Indonesia (Sumatra, Java, Bali, Borneo), Filipinas, Vietnam, Papua Nueva Guinea y Taiwán.
La envergadura es de 28 mm. Los adultos vuelan en abril.